# 8647 Populus
8647 Populus eller 1989 RG är en asteroid i huvudbältet som upptäcktes den 2 september 1989 av den belgiske astronomen Eric W. Elst vid Haute-Provence-observatoriet. Den är uppkallad efter Poppelsläktet.
Asteroiden har en diameter på ungefär 4 kilometer.